# Костел домініканців св. Миколая у Гданську
Костел домініканців св. Миколая – цегляний, готичний кляшторний костел домініканців  XIV-XV ст. Розташований в кварталі, який носить назву Домініканський острів (Kępa Dominikańska).

## Історія костелу

### Перший романський костел

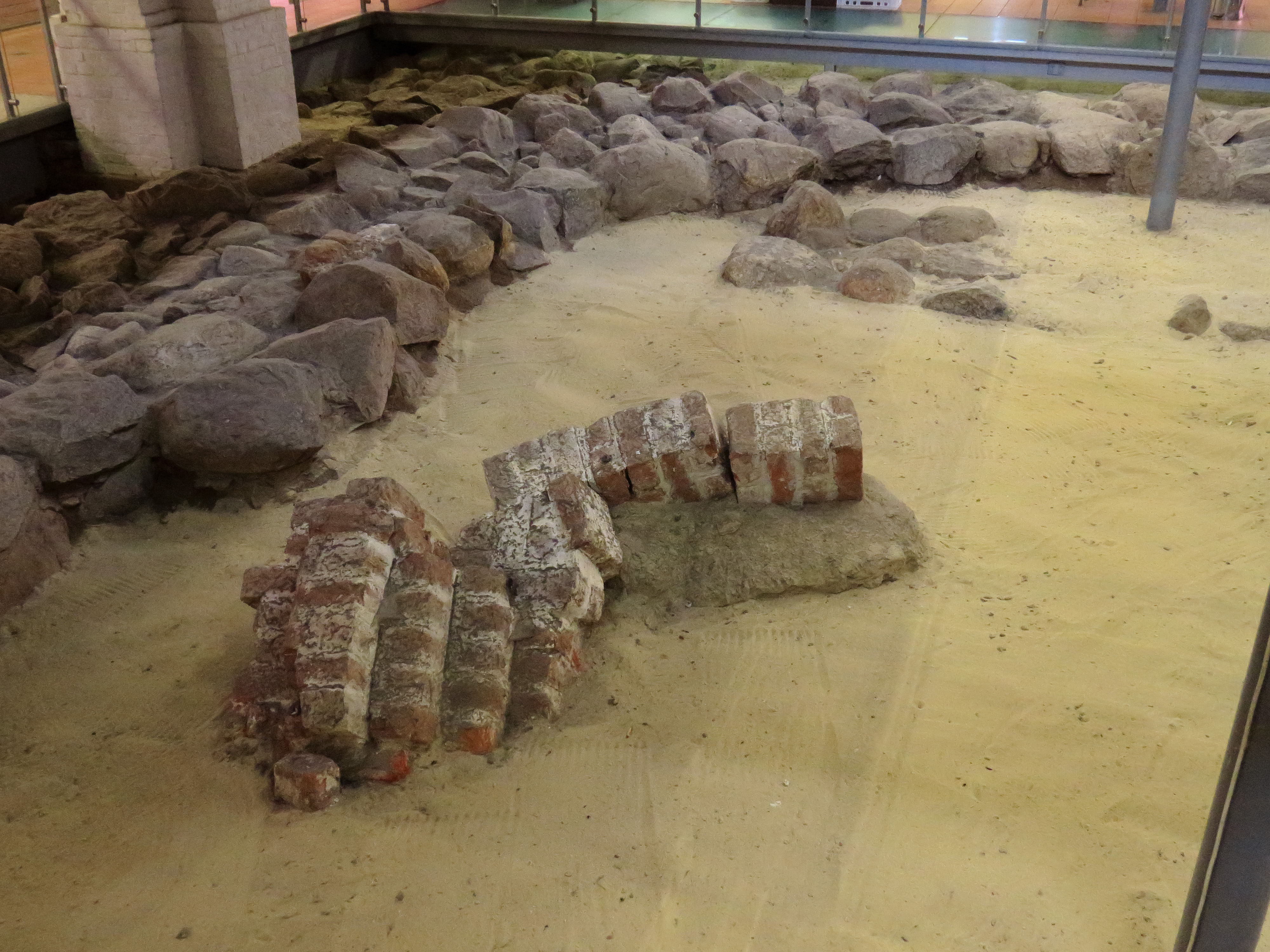
Фундаменти першого романського костелу св. Миколая в підземіллях критого ринку в Гданську

Перший мурований костел св. Миколая з’явився в Гданську при Самборі І . Він був збудований найбільш імовірно 1185 р. (до 1190 р.) і знаходився на місці сучасного критого ринку на Plac Dominikanski. Тут було підвищення, тож костел височів над поселенням. В районі костелу знаходився центр тогочасного торгового поселення та перетин торгівельних шляхів. Один з них – Дорога Купців йшов на південь, а другий перпендикулярний вів з порту до Слупська. Неподалік, імовірно, розташовувався торгівельний плац. Роль своєрідного торгівельного простору могла виконувати також вулиця Szeroka.

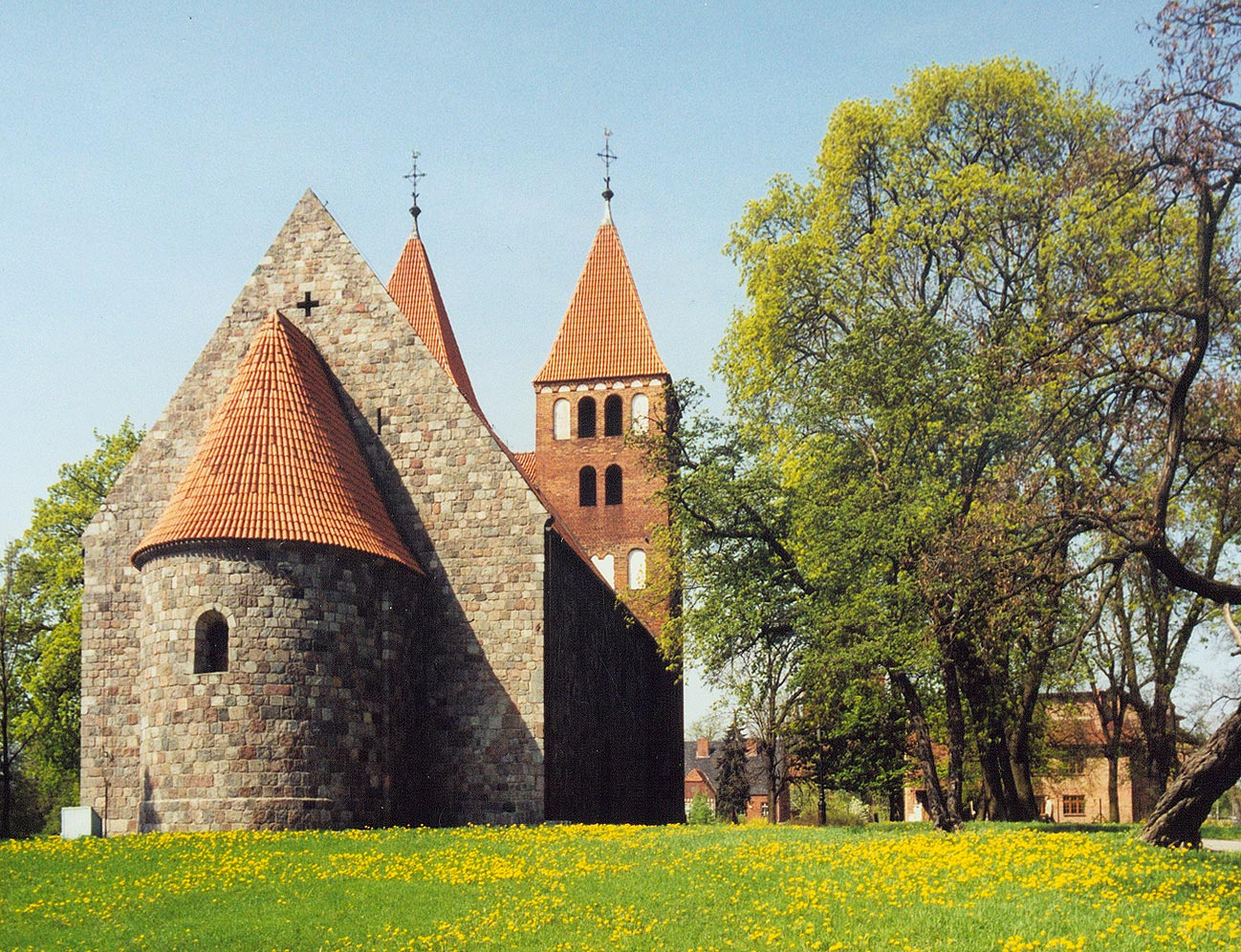
Маріацький костел в Іновроцлаві

Початково цей храм не належав домініканцям, а був парафіяльним для місцевого поселення. Тут служили каноніки з градового костелу Богородиці. Наразі фундаменти першого костелу можна оглянути на першому поверсі критого ринку. Це була базиліка з однією навою, напівкруглою апсидою, двома вежами при вході та округлим романським порталом. Залишки кладки склепіння у порталу експоновані поруч з фундаментом. Храм нагадував романський костел, який зберігся в Іновроцлаві. Поблизу костелу утворилося велике кладовище.

### Прихід домініканців

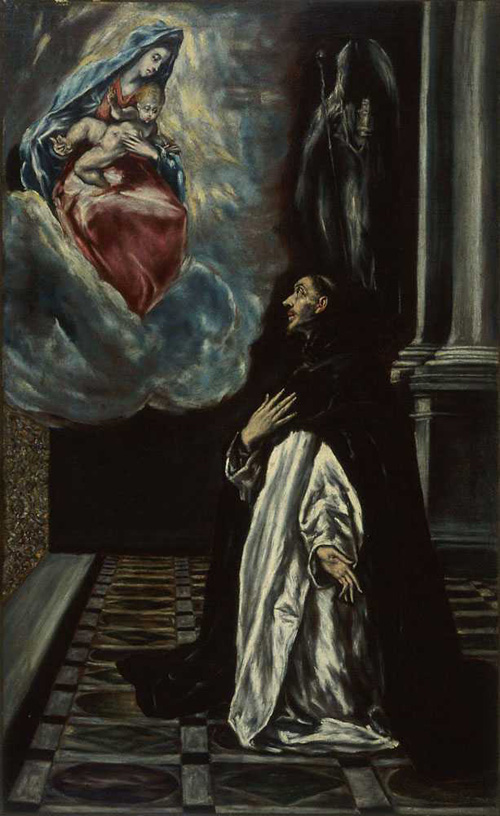
Святий Яцек Одровонж

Домініканців запросив з Кракова в 1227 р. князь Святополк, який передав їм костел св. Миколая для створення кляштору. Справу залагоджував св. Яцек Одровонж. В пам'ять про нього в Гданську навіть після 1945 р. було названо найвищу вежу міських укріплень – баштою Яцка. Так було покладено початок домініканському кляштору, від якого походить назва каратлу Гданська - Домініканський острів. Князь планував використати домініканців для християнізації прусів, з землями яких межувала його держава. Після нападу прусів 1226 р. костел було ретельно відбудовано. В цей час він набуває форми хрестоподібної базиліки без веж. Поруч з будівлею костелу, на південь від нього, зводяться муровані споруди монастиря, серед яких були трапезна (refektarz) та ще одна мурована споруда призначення якої не з’ясовано. При обстеженні трапезної археологи виявили тут залишки кухні, а в ній великої цегляної печі. Ці підземелля є найдавнішим мурованим об’єктом, який зберігся в Гданську і походить з середини XIII ст. Дослідження даного об’єкту показали, що він походить з часу перед тим, як хрестоносці захопили місто.
Даний об’єкт є надзвичайно цінним зразком пізньо-романської архітектури. Наразі деякі вчені припускають, що залишки аналогічного стилю збереглися в підземеллях костелу домініканців у Львові. 

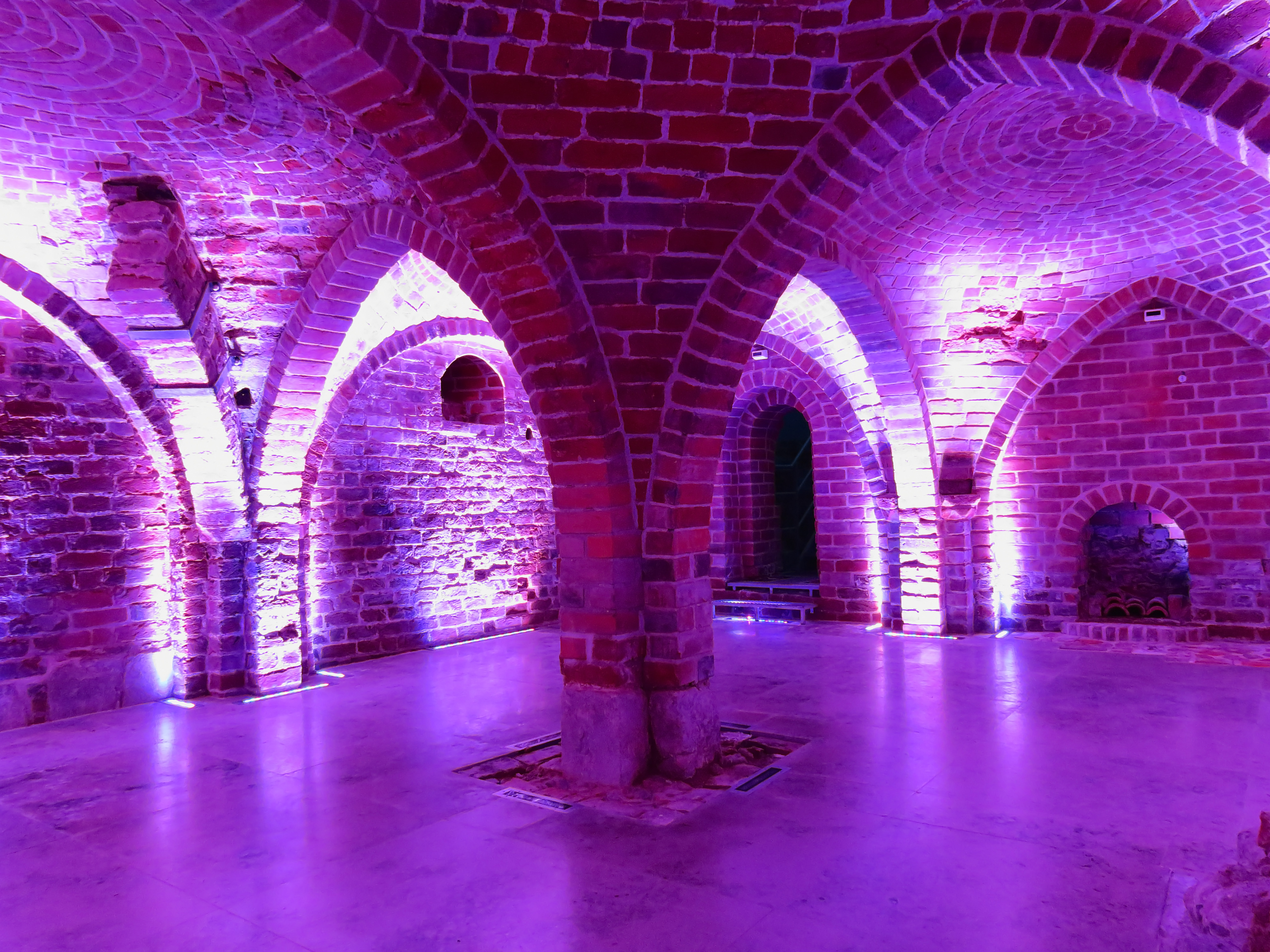
Piwnica Romańska - найстаріший мурований об'єкт Гданська

В гданській трапезній застосовано унікальний для Польщі тип склепінь (це дозволяє припускати що не обійшлось без західноєвропейських майстрів). Наявні чотири поля еліптичних склепінь, що спираються на вітрила та центральний стовп на гранітній підставці. Дуже цінно що даний об’єкт зберігся в такому стані, що вдалося відтворити його архітектуру станом на XIII ст. – на час його активного використання. В пізніші часи цей об’єкт було перероблено, а оригінальна вихідна архітектура стала майже непомітною.
Площа трапезної 54 м2, а її ефектне склепіння знаходиться на висоті 3,5 м. Трапезна займала приземний поверх, на 1 м заглиблений до землі. Вона перестала функціонувати імовірно після спалення міста хрестоносцями в 1308 р. Хто знищив забудову костелу того часу, хрестоносці чи оборонці міста (адже споруда знаходилася за міськими укріпленнями та була зручною для накопичення сил для атаки) невідомо.

### Готичний костел хрестоносців

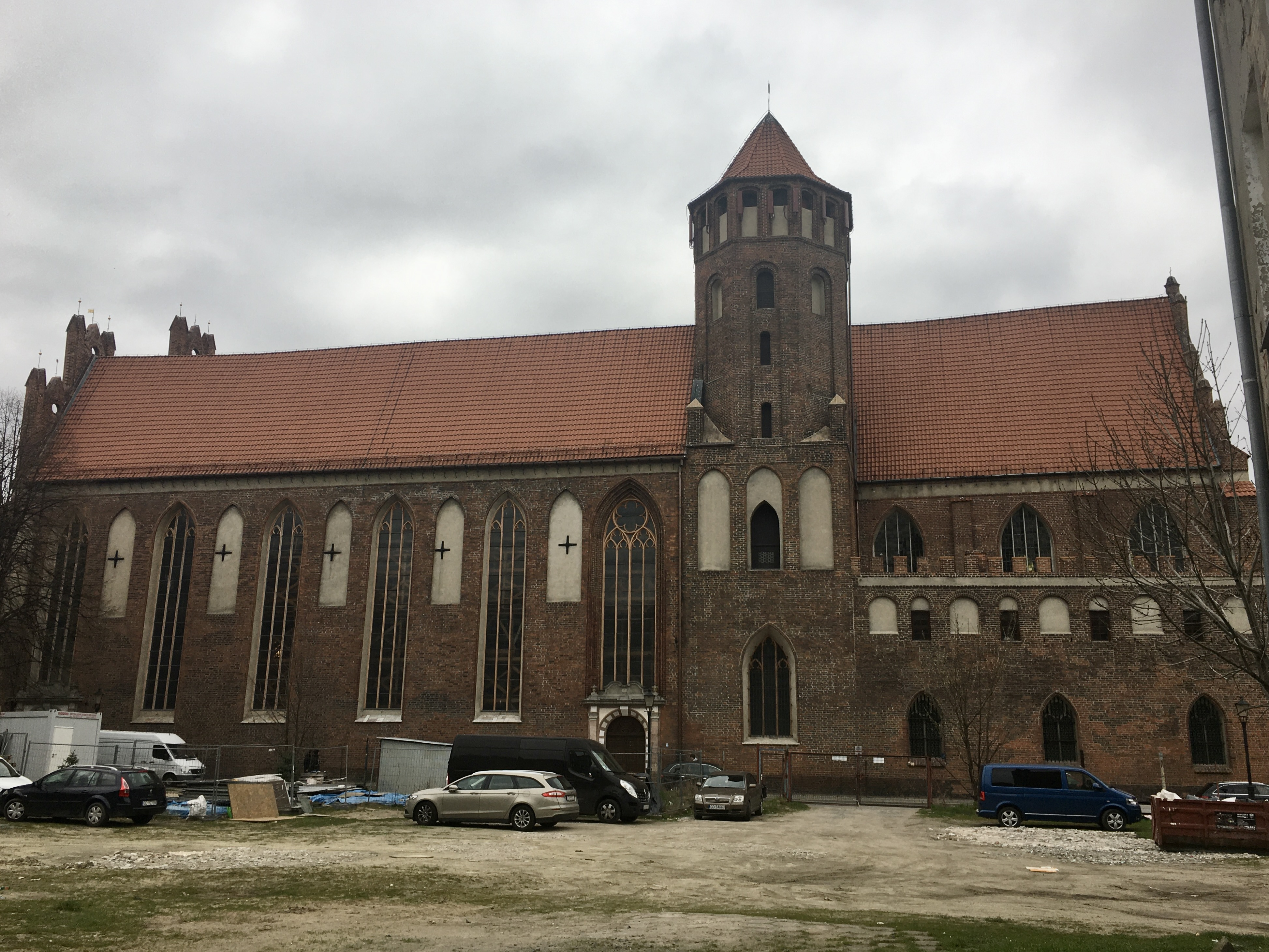
Костел св. Миколая в Гданську

На місці спаленого кляштору, вже за хрестоносців зводиться новий монументальний готичний комплекс. При цьому готичний костел переноситься на південь від місця двох його попередників, де він і зберігся до нашого часу. Колишня романська трапезна в новому кляшторі під кінець XIV ст. була адаптована як льох під готичною галереєю.
1813 р. російські та прусські гармати знищили забудову кляштору домініканців, в якому французи Наполеона влаштували лазарет. Після цього зберігся лише костел XIV ст. 1826 р. руїни кляштору було розібрано, а 1833 р. домініканців вигнано з Гданська. Збережений костел св. Миколая став парафіяльним католицьким храмом.
У квітні 1945 р. після 111 років перерви домініканці знову повернулися до Гданська та оселилися поблизу свого старого костелу. Вони переселилися сюди зі Львова, з якого після приєднання до СРСР примусово виселяли поляків

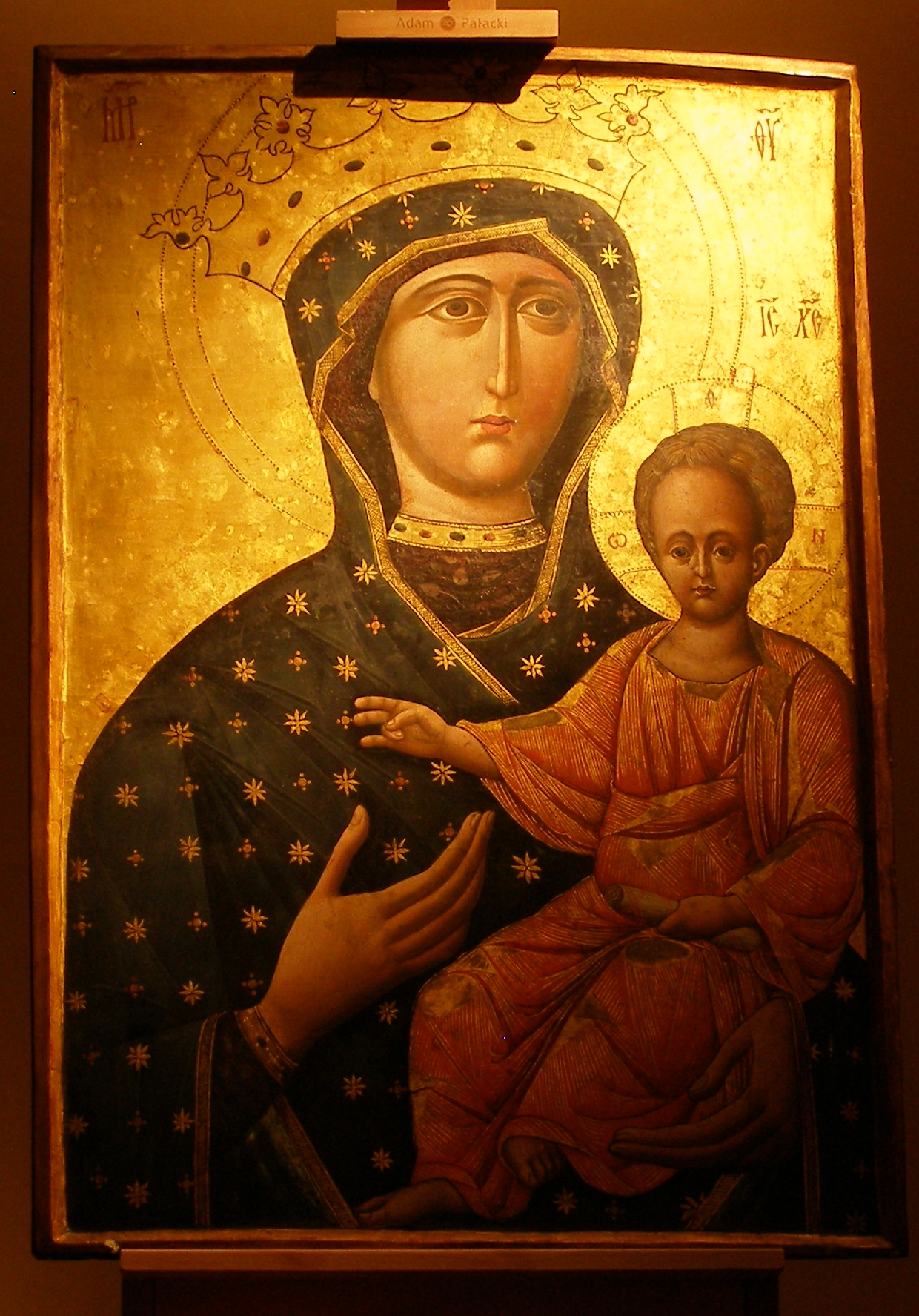
Образ Божої Матері в костелі св. Миколая в Гданську

## Образ Божої Матері Переможної зі Львова
У храмі зберігається ікона Одигітрії – Божої Матері Переможної, який перенесений сюди з костелу домініканців у Львові. Монахи перевезли середньовічну ікону з собою і по сьогодні вона знаходиться в гданському костелі. Легенда гласить що чудотворна ікона була подарована ордену домініканців 1260 р. Констанцією, дружиною галицько-волинського князя Лева – сина засновника Львова. Тож, за легендою вона зберігалася в палаці князя Лева. Як показують найновіші наукові дослідження, ікона походить зі спадщини візантійського малярства Венеції та виконана у XIV ст. Найімовірніше вона належить до раннього доробку провідного майстра Венеції середини століття Паоло Венеціано. Створена приблизно в 1340-х рр. вона могла потрапити до львівського домініканського монастиря на початках його історії. 